# دودلي بلير منزيس
دودلي بلير منزيس هو مهندس كندي، ولد في 2 يناير 1906، وتوفي في 1995.